# Odszkodowanie represyjne
Odszkodowanie represyjne, odszkodowanie za straty moralne (ang. exemplary or punitive damages) – odszkodowanie, które jest przyznawane powodowi w celu ukarania pozwanego.

## Charakter i funkcje
Odszkodowania represyjne zaprojektowane są tak, aby ukarać pozwanego, a także w celach prewencyjnych – odstraszających społeczeństwo od złego zachowania. W przeciwieństwie do większości odszkodowań występujących w prawie cywilnym, odszkodowanie represyjne nie ma na celu wyrównania szkody a ukaranie sprawcy. Odszkodowania za straty moralne nie są przyznawane w każdej sprawie cywilnej. Większość państw ma surowe zasady i ograniczone warunki ich przyznawania.
Dokonując analizy ekonomicznej odszkodowań represyjnych należy odpowiedzieć na dwa pytania:
1. Jakie warunki należy spełnić, aby przyznane zostało odszkodowanie represyjne?
2. Jak dokonuje się ustalenia wysokości takiego odszkodowania?

Warunki, jakie należy spełnić, aby możliwe było przyznanie odszkodowania represyjnego dla powoda opisane są w ustawach większości amerykańskich stanów. Jednakże często wynika to z praktyki common law, która jest stosowana przez sądy. Odszkodowanie represyjne na ogół jest przyznawane w sytuacjach, gdy pozwany zachowuje się złośliwie, uciążliwie, ordynarnie, podstępnie, a także w sposób nieusprawiedliwiony. Jednak są to jedynie wskazówki mogące stanowić podstawę zasądzenia odszkodowania represyjnego. Z uwagi na brak dokładnych przepisów w tej materii występują trudności w ustaleniu, kiedy odszkodowanie takie powinno zostać przyznane.
Trudności takie sprawia również ustalenie wysokości odszkodowania represyjnego, gdyż ustawy nie zawierają co do tego szczegółowych instrukcji. Podaje się, że odszkodowanie represyjne musi mieć związek z:
- wysokością odszkodowania za szkodę,
- możliwością zapłacenia go przez pozwanego.

„Rozsądne” i „możliwość zapłacenia” są pojęciami niejasnymi, niedookreślonymi. Występują trudności w ich interpretacji. Istnieje potrzeba uregulowania kwestii ustalania wysokości odszkodowania represyjnego w przepisach prawa w celu ujednolicenia orzecznictwa i ułatwienia jego przyznawania.

## Przykład zastosowania odszkodowania represyjnego
Gdy powód pozywa kogoś za spowodowanie uszczerbku na zdrowiu w wyniku działań pozwanego, prawo umożliwia powodowi odszkodowanie za doznane straty, w tym koszty opieki medycznej, przychodów niezrealizowanych z powodu utraty pracy, bólu i cierpienia oraz szkody emocjonalne. Kwota odszkodowania ustalana jest na podstawie faktycznych doznanych przez powoda szkód, a także wydatków, jakie musiał ponieść w celu powrócenia do stanu sprzed zdarzenia. Natomiast odszkodowania represyjne przyznawane są raczej w celu odstraszenia potencjalnych złych działań ze strony przyszłych pozwanych, aniżeli udzielenia rekompensaty powodowi.
Przykład:
Jeżeli firma farmaceutyczna nie ujawnia danych dotyczących bezpieczeństwa, składu, skutków ubocznych leku – sąd może przyznać odszkodowanie od pozwanego dla powoda w wysokości faktycznej straty jaką poniósł powód. Ta kwota na ogół nie będzie jednak współmierna do korzyści jakie firma osiągnęła zatajając pewne informacje. Nie będzie również wystarczająco odstraszająca dla innych firm. W celu zapobieżenia dalszym niedozwolonym działaniom ze strony firm farmaceutycznych sąd przyzna powodowi odszkodowanie represyjne w wysokości np. tysiąc razy większej niż faktycznie poniesiona przez powoda szkoda. Dzięki temu ta i inne firmy będą bardziej poważnie traktować wymóg ujawniania wszelkich niezbędnych informacji dla konsumentów i zniechęci je to do popełniania podobnych niedozwolonych działań.

## Ograniczenia
W wielu krajach odszkodowania represyjne ograniczone są jedynie do rażącego niedbalstwa, zaniedbania spowodowanego względami ekonomicznymi i zaniedbania motywowanego oszustwem. Wynika to z faktu ryzyka nadużyć ze strony powodów. Istnieją również pewne wstępne limity otrzymania odszkodowania za straty moralne. Jeżeli zaniedbanie ze strony pozwanego nie przynosi powodowi rzeczywistej szkody, lub nie dotyka go bezpośrednio, sąd nie przyzna mu odszkodowania represyjnego. Na rozprawie sąd dokonuje dokładnej analizy szkód poniesionych przez powoda, w celu ustalenia czy odszkodowanie za straty moralne jest uzasadnione. Sąd ustala czy wnioskowana kwota jest adekwatna do poniesionej szkody poprzez porównanie jej z kwotami zasądzonymi w innych podobnych przypadkach. W skrajnych przypadkach, w których zachowanie pozwanego jest wyjątkowo obraźliwe lub gdy istnieją poważne urazy emocjonalne i psychologiczne, które są trudne do udowodnienia, sąd może uzasadniać przyznanie większych niż średnie odszkodowania represyjne.
Kluczowa rolę spełnia tu ekonomiczna analiza prawa. Dostarcza ona wskazówek, które ułatwiają opracowanie zasad przyznawania odszkodowania represyjnego i ustalania jego wysokości.

## Metoda obliczania wysokości odszkodowania represyjnego
Przy braku odszkodowania represyjnego odpowiedzialność osoby podejmującej decyzje, L, jest ograniczona do odszkodowania za szkodę, A, nakładanego w razie zajścia wypadku z błędem w egzekwowaniu, e.
Tak więc: L=Ae.
W celu zniesienia błędu zastosujmy mnożnik represyjny m, tak, aby odpowiedzialność można było wyznaczyć na podstawie następującego równania: L=Aem.
Z definicji przyjętej w matematyce „odwrotnością” dowolnej wartości x jest 1/x. Przyjmijmy mnożnik represyjny równy odwrotności błędu w egzekwowaniu, czyli m=1/e.
W ten sposób mnożnik represyjny dokładnie wyrównuje błąd w egzekwowaniu i odpowiedzialność osoby podejmującej decyzję sprowadza się do: L=A.

## Problem niekonstytucyjności odszkodowań represyjnych
Sąd Najwyższy USA stwierdził, że niektóre rodzaje odszkodowań represyjnych są niekonstytucyjne, ponieważ są one naruszeniem rzetelnego procesu. Sąd Najwyższy nie przedstawił państwu konkretnych reguł, które należy przestrzegać przy obliczaniu odszkodowania za straty moralne, jednak powiedział, że odszkodowania represyjne są niekonstytucyjne, jeśli są one nieuzasadnione i nieproporcjonalne. Sąd jednak zasugerował, że bardzo niewiele przypadków w praktyce będzie uzasadniać zastosowanie mnożnika represyjnego wyższego niż jedna cyfra. W sytuacji, gdy powód poniesie szkodę w wysokości np. 10 000 dolarów, a przyznane zostanie odszkodowanie w wysokości 100 000 dolarów, czyli zostanie zastosowany mnożnik w stosunku 10:1, to odszkodowanie będzie na ogół nieuzasadnione i nieproporcjonalne, chyba że sprawa była szczególnie skandaliczna.